# Tim Robertson
Tim Robertson (* 5. srpna 1995 Lower Hutt) je novozélandský reprezentant v orientačním běhu, specializující se převážně na sprintové disciplíny. Jeho největším úspěchem je titul vicemistra světa ve sprintu z mistrovství světa 2018, kde skončil těsně druhý za Danielem Hubmannem. Má také dvě zlaté medaile z mistrovství světa juniorů, ze sprintu na MSJ v roce 2014 a MSJ v roce 2015. V současnosti (2018) žije ve Vídni. Běhá za norský klub Fossum IF a novozélandský klub Hutt Valley a rakouský Klosterneuburg.